# Hambalek

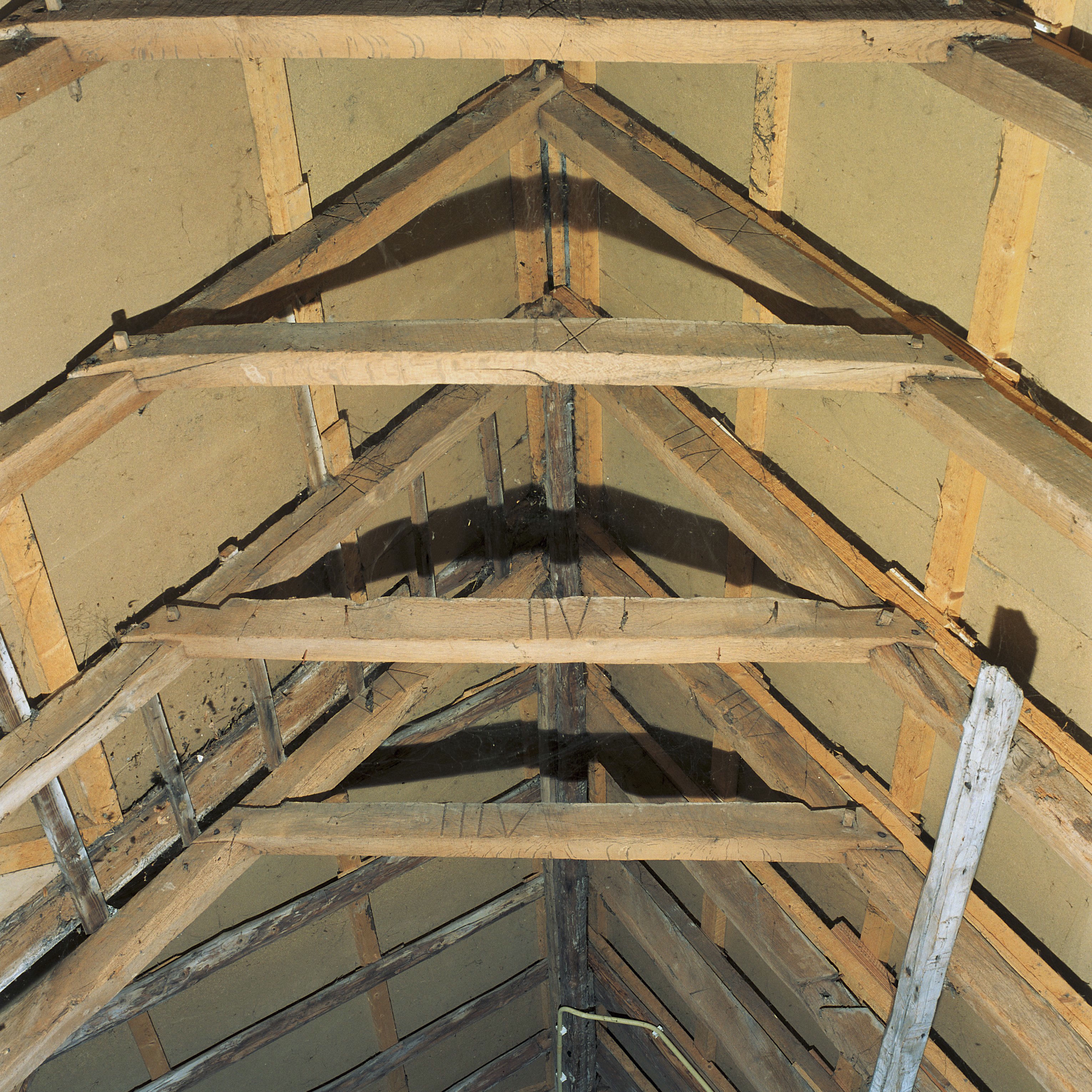
Hambalek, spíše výše umístěný

Hambalek je pojem používaný ve stavitelství a tesařství pro jednu ze součástí střešní konstrukce neboli krovu. 
Hambalek je vodorovný trám spojující dvě protilehlé krokve v hambalkové soustavě krovu. Vkládá se mezi krokve v takové výšce, aby se pod ním mohlo procházet (200 cm a více). V případě velkých krovů může být použito několik hambalků nad sebou.
Hambalková soustava byla v Česku nejrozšířenějším typem krovů až do 18. století, od 19. století (zejména od 2. poloviny 19. století) je postupně vytlačována krovy vaznicovými.
Regionální variantou názvu je též hambálek. Pojem hambalka (pomnožné) někdy označuje odkládací prostor zpravidla trojúhelníkového profilu v nejsvrchnější části podkroví, mezi stropním podhledem a hřebenem střechy.